# Diosmectite
La diosmectite è un silicato di alluminio e magnesio usato come adsorbente intestinale nel trattamento di diverse malattie gastrointestinali. Tra queste, può essere utilizzato per il trattamento sintomatico delle affezioni dolorose del tratto esofageo, gastrico ed intestinale, per il reflusso gastroesofageo e per le sue complicazioni come esofagite, ernia iatale, gastrite, ulcera gastroduodenale, bulbite, colite e meteorismo.
Trova buona applicazione nel trattamento delle diarree acute e croniche infantili nonché negli adulti.
È insolubile in acqua.